# Буковжлак
Буковжлак (на словенски: Bukovžlak) е село в Словения, Савински регион, община Целе. Според Националната статистическа служба на Република Словения през 2015 г. селото има 377 жители.